# Jessamine County
Jessamine County är ett administrativt område i delstaten Kentucky, USA, med 48 586 invånare. Den administrativa huvudorten (county seat) är Nicholasville. Jessamine County ligger i den inre delen av regionen Bluegrass.

## Geografi
Enligt United States Census Bureau har countyt en total area på 452 km². 449 km² av den arean är land och 3 km² är vatten.

### Angränsande countyn
- Fayette County - nordost
- Madison County - sydost
- Garrard County - syd
- Mercer County - sydväst
- Woodford County - nordväst